# Saint-Hilaire-Cottes
Saint-Hilaire-Cottes ist eine französische Gemeinde mit 823 Einwohnern (Stand: 1. Januar 2022) im Département Pas-de-Calais in der Region Hauts-de-France. Sie gehört zum Arrondissement Béthune und zum Kanton Aire-sur-la-Lys (bis 2015: Kanton Norrent-Fontes).

## Geographie
Saint-Hilaire-Cottes liegt etwa 16 Kilometer westnordwestlich von Béthune. Umgeben wird Saint-Hilaire-Cottes von den Nachbargemeinden Norrent-Fontes im Norden, Bourecq im Osten, Lespesses im Südosten, Lières im Süden, Auchy-au-Bois im Südwesten sowie Rely im Westen.

## Bevölkerungsentwicklung
| Jahr                      | 1962 | 1968 | 1975 | 1982 | 1990 | 1999 | 2006 | 2013 |
| Einwohner                 | 769  | 775  | 725  | 752  | 750  | 734  | 798  | 812  |
| Quelle: Cassini und INSEE |      |      |      |      |      |      |      |      |

## Sehenswürdigkeiten
- Kirche Saint-Hilaire in Saint-Hilaire aus dem 18. Jahrhundert
- Kirche Saint-Omer in Cottes aus dem 15. Jahrhundert
- Kapelle Notre-Dame-d'Immaculée-Conception in Cottes von 1884

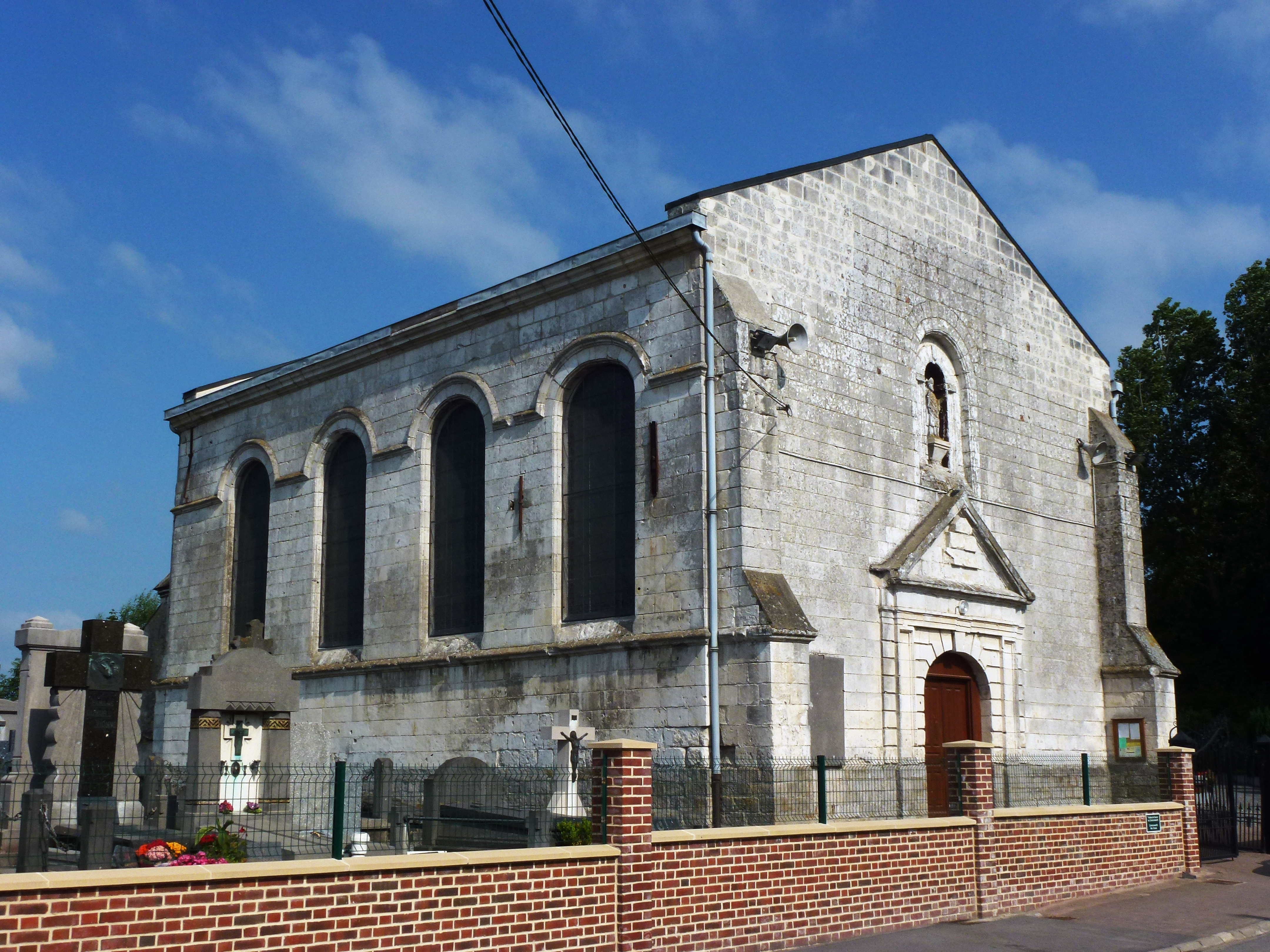
Kirche Saint-Hilaire
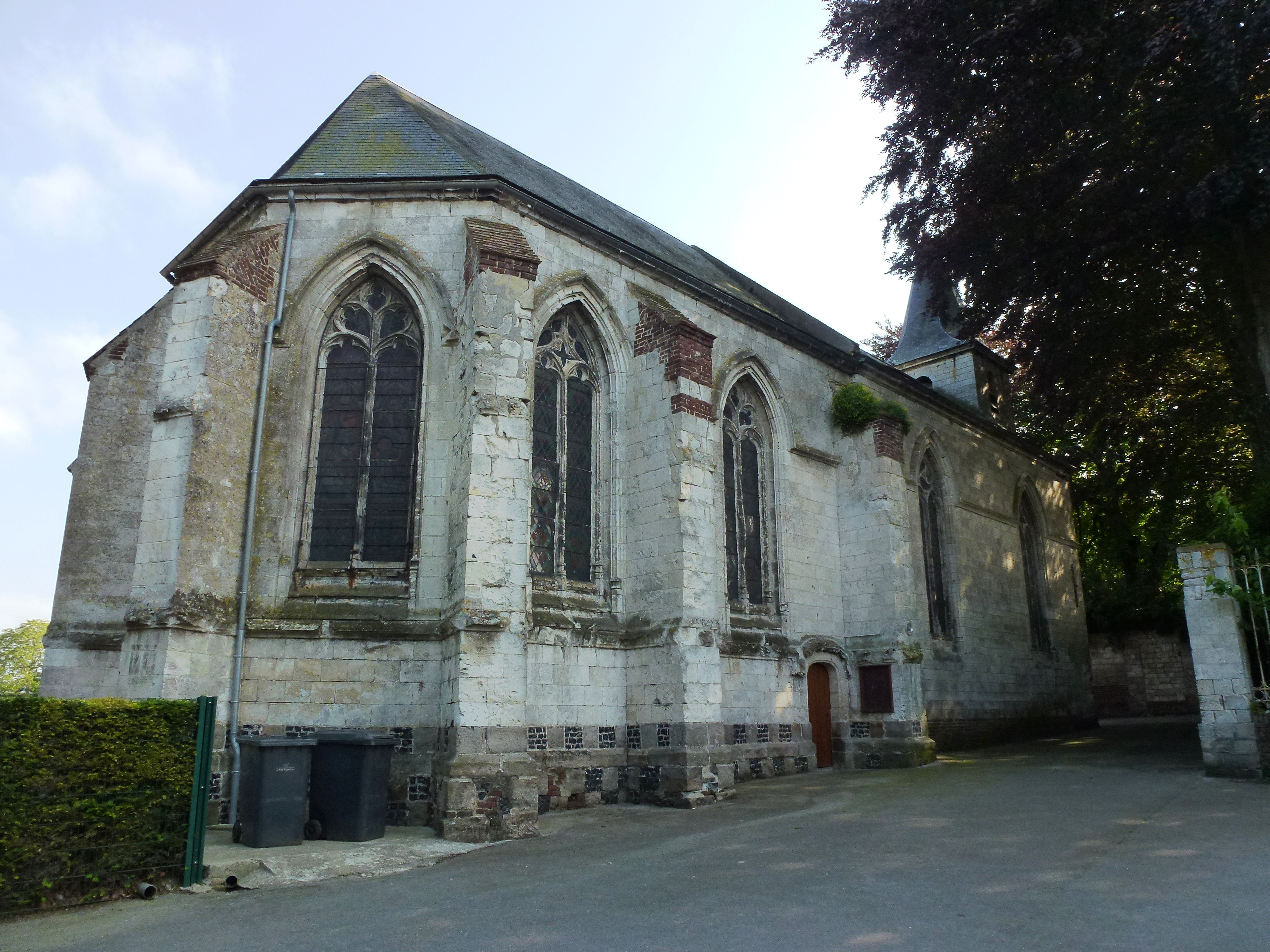
Kirche Saint-Omer
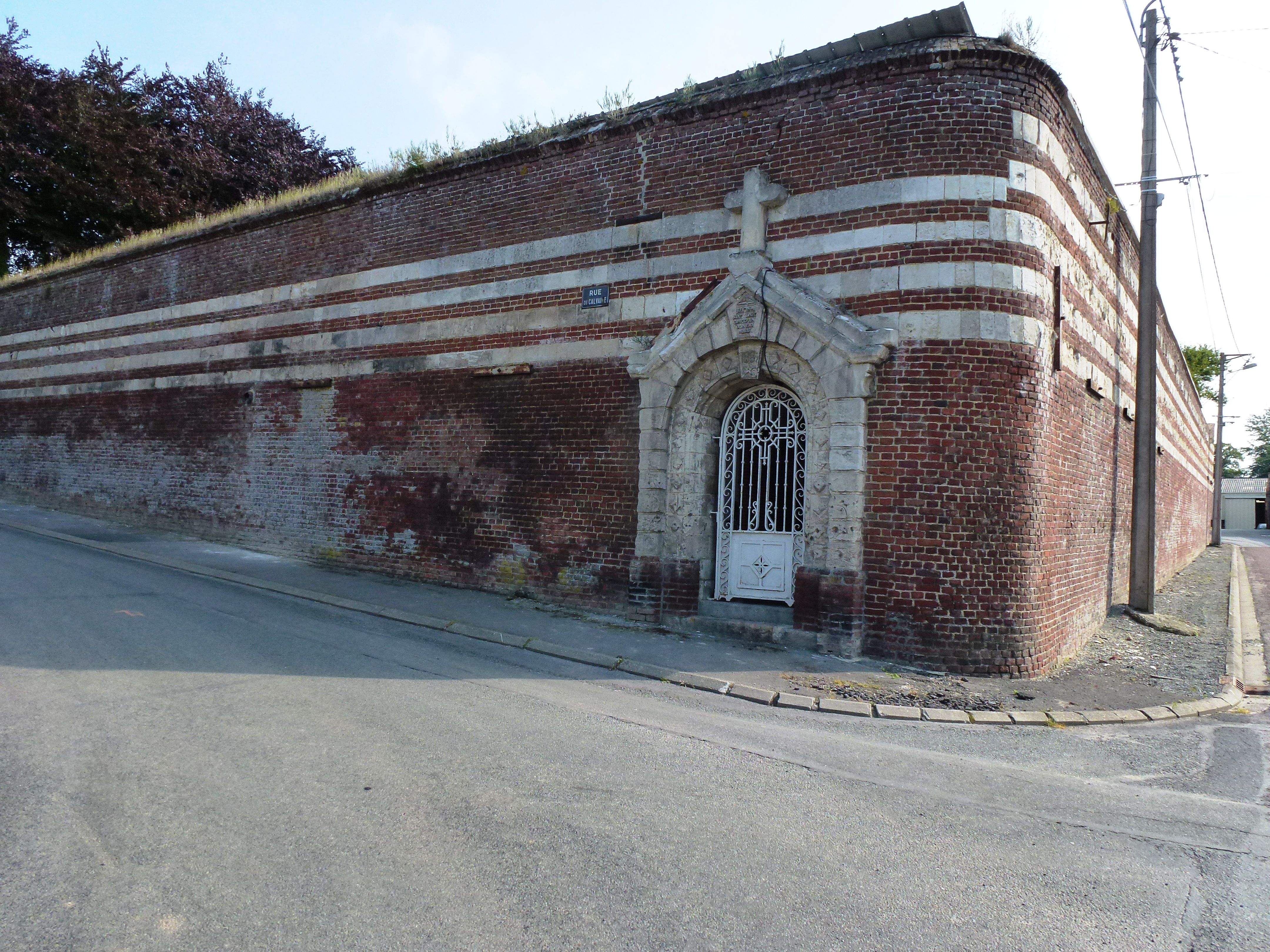
Kapelle Notre-Dame-d'Immaculée-Conception